# 刘克崮
刘克崮（1947年—），汉族，中华人民共和国政治人物、第十一届全国政协委员。
加入中国共产党，担任中央第二企业金融巡视组副组长、国家开发银行顾问、原副行长。2008年，当选第十一届全国政协委员，代表经济界，分入第三十六组。并担任经济委员会专委。